# ۱۷۷۳ (میلادی)
۱۷۷۳ (میلادی) هزار و هفتصد و هفتاد و سومین سال تقویم میلادی است.

## رویدادها
- در اکتبر ۱۷۷۳ - ولفگانگ آمادئوس موتسارت در حالی که تنها ۱۷ سال داشت، سمفونی شماره ۲۵ در سُل مینور را نوشت.

## زادگان
- ۹ فوریه – ویلیام هنری هریسون، سیاست‌مدار و دیپلمات آمریکایی (د. ۱۸۴۱)
- ۱۴ مارس – جان شرلوک، سیاست‌مدار آمریکایی (د. ۱۸۴۳)
- ۱۹ مه – آرتور آیکین، شیمی‌دان و زمین‌شناس بریتانیایی (د. ۱۸۵۴)
- ۳۱ مه – لودویگ تیک، شاعر و نویسنده آلمانی (د. ۱۸۵۳)

## درگذشتگان
- ۲۱ ژانویه – الکسی پیرون، شاعر فرانسوی (ز. ۱۶۸۹)
- ۱ مارس – لوئیجی وانویتلی، معمار و نقاش ایتالیایی (ز. ۱۷۰۰)